# Gare de Noyant-d'Allier
La gare de Noyant-d'Allier est une gare ferroviaire française (fermée) de la ligne de Montluçon à Moulins, située sur le territoire de la commune de Noyant-d'Allier dans le département de l'Allier en région Auvergne-Rhône-Alpes.
Elle est mise en service en 1859 par la Compagnie du chemin de fer de Paris à Orléans (PO). Elle est fermée par la Société nationale des chemins de fer français (SNCF) car elle est située sur une section non exploitée de la ligne. 
À proximité de l'ancienne gare se trouve le point de départ du vélorail du Bourbonnais qui utilise un tronçon de la ligne et le train touristique du Musée de la Mine de Noyant-d'Allier.

## Situation ferroviaire
Établie à 330 mètres d'altitude, la gare de Noyant-d'Allier est située au point kilométrique (PK) 386,19 de la ligne de Montluçon à Moulins (non exploitée) entre les gares fermée de Tronget et Souvigny.
La voie ferrée est coupée au niveau de Chavenon rendant impossible tout échange entre les gares de Moulins-sur-Allier et Montluçon-Ville.

## Histoire
La station de Noyant est mise en service le 7 novembre 1859 par la Compagnie du chemin de fer de Paris à Orléans (PO), lorsqu'elle ouvre à l'exploitation sa ligne de Montluçon à Moulins. 
En 1924, on installe des pédales électriques en avant de signaux avancés non visibles du poste de manœuvre afin d'éviter un croisement accidentel de trains sur la voie unique.
La gare de Noyant-d'Allier est fermée au service des voyageurs en 1972, lors de la fermeture de la section de Commentry à Moulins.

## Vélorail du Bourbonnais
Près du passage à niveau qui jouxte l'ancienne gare, se trouve le point de départ d'un vélorail, mis en service le 12 juillet 2008. Il utilise cinq kilomètres de voies mis à disposition de la commune par Réseau Ferré de France et confiés à un exploitant privé.

## Patrimoine ferroviaire
Sur le site de la gare, l'ancien bâtiment voyageurs est devenu une habitation privée.